# Nuottasaari (ö i Saarijärvi, Pekkanen)
Nuottasaari är en ö i Finland. Den ligger i sjön Saarijärvi vid byn Saarelankylä och i kommunen Saarijärvi i den ekonomiska regionen  Saarijärvi-Viitasaari och landskapet Mellersta Finland, i den centrala delen av landet, 290 km norr om huvudstaden Helsingfors. Öns area är 0,3 hektar och dess största längd är 100 meter i nord-sydlig riktning.